# Sextus Julius Caesar (consul en -91)
Pour les articles homonymes, voir Iulius Caesar.
Sextus Julius Caesar est un sénateur romain du Ier siècle av. J.-C. Il est préteur en 94 et consul en 91 av. J.-C. C'est le beau-frère de Caius Marius et l'oncle de Jules César.

## Biographie
Il est le fils de Caius Julius Caesar II. Il est donc le frère de Caius Julius Caesar, le père de Jules César. Il a pour sœur Julia Caesaris, l'épouse de Caius Marius.
Sextus est préteur en 94 et consul en l'an 91 aux côtés de Lucius Marcius Philippus.
Il est proconsul l'année suivante, pendant la guerre sociale, et remporte une victoire militaire, probablement sur les Péligniens. Sous les ordres de Gnaeus Pompeius Strabo, il meurt de maladie lors du siège d'Asculum cette même année ou au début de l'année suivante,.
Appien nomme improprement son cousin Lucius Julius Caesar, consul en 90 et grand-père de Marc Antoine, du prénom de Sextus.